# أم العرايس (باخرة)
الباخرة أم العرايس (بالأحرف اللاتينية: Moulares) هي سفينة شحن[ ؟ ] كانت تابعة للشركة التونسية للملاحة، صنعت عام 1976، وبدأت الخدمة في تونس في أكتوبر 1976. بيعت لشركة تركية فصار اسمها Toros ثم بيعت لشركة Gulf Development Marine Services co.ltd البانامية فصار اسمها Sea Lion J (وهو اسمها الحالي).